# Auzainvilliers
Auzainvilliers és un municipi francès, situat al departament dels Vosges i a la regió del Gran Est. L'any 2007 tenia 216 habitants.

## Demografia

### Població
El 2007 la població de fet d'Auzainvilliers era de 216 persones. Hi havia 84 famílies, de les quals 20 eren unipersonals (4 homes vivint sols i 16 dones vivint soles), 32 parelles sense fills i 32 parelles amb fills.
La població ha evolucionat segons el següent gràfic:
Habitants censats

### Habitatges
El 2007 hi havia 90 habitatges, 83 eren l'habitatge principal de la família, 5 eren segones residències i 2 estaven desocupats. 84 eren cases i 6 eren apartaments. Dels 83 habitatges principals, 74 estaven ocupats pels seus propietaris, 6 estaven llogats i ocupats pels llogaters i 3 estaven cedits a títol gratuït; 4 tenien dues cambres, 5 en tenien tres, 20 en tenien quatre i 54 en tenien cinc o més. 71 habitatges disposaven pel capbaix d'una plaça de pàrquing. A 31 habitatges hi havia un automòbil i a 43 n'hi havia dos o més.

### Piràmide de població
La piràmide de població per edats i sexe el 2009 era:
| Homes | Edats   | Dones |
| ----- | ------- | ----- |
| 0     | 95 o +  | 0     |
| 0     | 90 a 94 | 0     |
| 0     | 85 a 89 | 4     |
| 0     | 80 a 84 | 0     |
| 4     | 75 a 79 | 4     |
| 4     | 70 a 74 | 0     |
| 4     | 65 a 69 | 12    |
| 8     | 60 a 64 | 12    |
| 0     | 55 a 59 | 0     |
| 0     | 50 a 54 | 4     |
| 20    | 45 a 49 | 4     |
| 12    | 40 a 44 | 16    |
| 12    | 35 a 39 | 8     |
| 4     | 30 a 34 | 4     |
| 4     | 25 a 29 | 0     |
| 12    | 20 a 24 | 4     |
| 16    | 15 a 19 | 4     |
| 4     | 10 a 14 | 8     |
| 4     | 5 a 9   | 20    |
| 0     | 0 a 4   | 8     |

## Economia
El 2007 la població en edat de treballar era de 137 persones, 96 eren actives i 41 eren inactives. De les 96 persones actives 91 estaven ocupades (56 homes i 35 dones) i 5 estaven aturades (3 homes i 2 dones). De les 41 persones inactives 8 estaven jubilades, 18 estaven estudiant i 15 estaven classificades com a «altres inactius».

### Ingressos
El 2009 a Auzainvilliers hi havia 84 unitats fiscals que integraven 227 persones, la mediana anual d'ingressos fiscals per persona era de 15.305 €.

### Activitats econòmiques
Dels 9 establiments que hi havia el 2007, 1 era d'una empresa de fabricació d'altres productes industrials, 2 d'empreses de construcció, 1 d'una empresa de comerç i reparació d'automòbils, 1 d'una empresa d'hostatgeria i restauració, 1 d'una empresa immobiliària i 3 d'empreses de serveis.
Dels 2 establiments de servei als particulars que hi havia el 2009, 1 era un paleta i 1 guixaire pintor.
L'any 2000 a Auzainvilliers hi havia 10 explotacions agrícoles que ocupaven un total de 763 hectàrees.

## Poblacions més properes
El següent diagrama mostra les poblacions més properes.